# Baumanns Renette

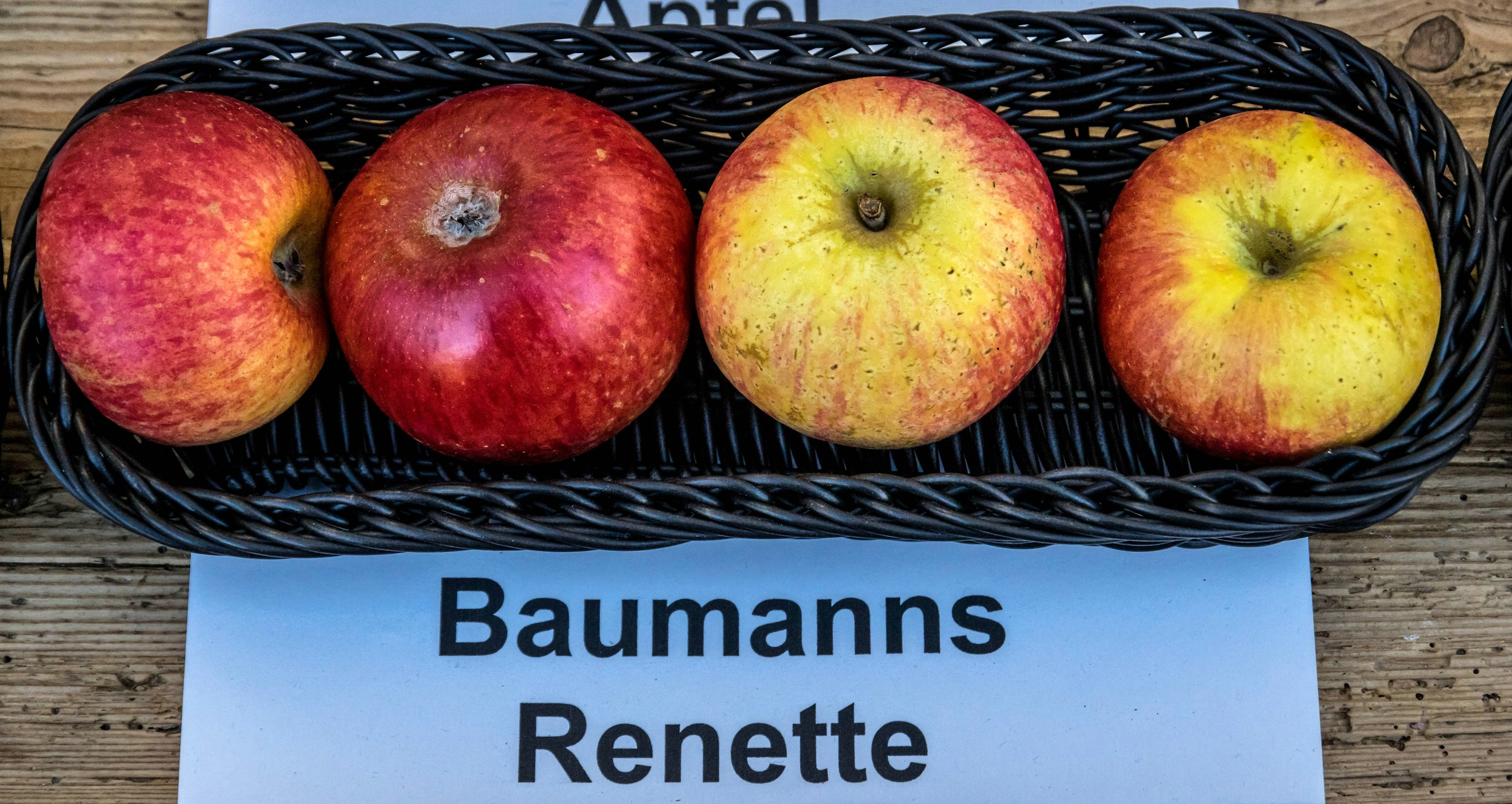
Bilder der Frucht

Baumanns Renette ist eine zu den Renetten zählende Sorte des Kulturapfels.
Baumanns Renette weist zahlreiche Mutationen auf. So spricht Löschnig von drei Typen (gestreift-rot, einfärbig-rot-verwaschen, Röte mit Sternchen), wobei der gestreiftrote Typ vorzuziehen sei. Es ist eine diploide Sorte die mittelfrüh blüht, und eine gute Befruchtersorte ist. Zufriedenstellende Früchte lassen sich allerdings nur bei guter Pflege und guten Standorten ernten.

## Abstammung und Verbreitung
Der Apfel wurde etwa um 1800 von Jean-Baptiste van Mons in (Löwen, Belgien) als Sämling unbekannter Eltern ausgelesen. Die Sorte ist sehr weit verbreitet. Mons benannte sie nach den Baumschulbesitzern Gbr. Baumann (Bollweiler, Elsass), wie Bertuch in der Erstbeschreibung 1811 vermutet.
1874 wurde Baumanns Renette vom deutschen Pomologenverein in Trier zum Anbau empfohlen. Um 1910 wurde sie ins Normalsortiment aller Österreichischen Kronländer mit Ausnahme von Dalmatien und der Bukowina aufgenommen.

## Ansprüche
Für zufriedenstellende Ernten sind sonnige Mittelgebirgslagen mit ausgeglichenem Wasserhaushalt ideal. Der Anbau sollte in Höhenlagen über 500 m erfolgen. Außerdem werden ausreichend frische, nährstoffreiche Böden benötigt.
Frost- und Schorflagen sollte vermieden werden, da er für Holzfrost (wegen späten Triebabschlusses) und Schorf anfällig ist. Darüber hinaus ist er für Obstbaumkrebs, Blut- und Blattläuse und am Lager für Lagerschorf, Schalenbräune und Fäulnis anfällig.

## Vorteile
Positiv sind der frühe Ertragseintritt und auch hohe und gleichmäßige Erträge durch geringe Alternanzneigung. Der Apfel ist wenig spritzempfindlich, die Blüte ziemlich frosthart, und er welkt kaum am Lager. Außerdem ist er wenig druckempfindlich und dadurch gut transportfähig.
Er ist für seine Färbung beliebt, so war er früher beispielsweise ein klassischer „Weihnachtsapfel“. Die Genussreife liegt im Zeitraum von Mitte Dezember bis März.

## Nachteile
Allerdings kann Baumanns Renette geschmacklich nicht mit aromatischeren Sorten mithalten. An ungünstigen Standorten kommt es zur Kleinfrüchtigkeit. Außerdem ist er relativ krankheitsanfällig.